# Eniro
Eniro AB – szwedzkie przedsiębiorstwo świadczące usługi w zakresie lokalnego wyszukiwania informacji o przedsiębiorstwach, produktach i usługach. Zarówno przedsiębiorstwa, jak i konsumenci mogą, za pośrednictwem produktów Eniro zlokalizować poszukiwane produkty i usługi oraz dokonać ich zakupu. Reklamodawcy mogą zaprezentować swoją ofertę potencjalnym konsumentom.
Siedziba Eniro mieści się w Sztokholmie. Przedsiębiorstwo  od 2000 r. jest notowane na giełdzie w Sztokholmie.